# Naoto Sakurai
Naoto Sakurai (桜井 直人 Sakurai Naoto?), född 2 september 1975 i Saitama prefektur, är en japansk före detta fotbollsspelare.
Sakurai började sin karriär 1994 i Urawa Reds. 1999 flyttade han till Verdy Kawasaki (Tokyo Verdy). Han spelade 116 ligamatcher för klubben. Med Tokyo Verdy vann han japanska cupen 2004. 2005 flyttade han till Omiya Ardija. Han avslutade karriären 2008.